# Latino sine flexione
Latino sine flexione (Interlingua IL, Interlingua de Peano, Interlingua de Academia pro Interlingua) (Latein ohne Beugungen) ist eine Welthilfssprache, die 1903 von dem italienischen Mathematiker Giuseppe Peano entwickelt wurde.

## Sprachporträt
Die Sprache ist, wie der Name sagt, ein Latein ohne die Flexion (Beugung).
Peano begründete seine Sprache in dem Artikel De Latino sine Flexione, Lingua Auxiliare Internationale (Über das Latein ohne Beugung, eine internationale Hilfssprache). Darin argumentiert er, Welthilfssprachen seien unnötig, da es schon Latein als Weltsprache gebe.
Peano begann seinen Artikel über Latino sine flexione in normalem Latein, ließ dann nach und nach alle Flexionen weg, bis das Ende des Artikels vollständig in Latino sine flexione zu lesen war.
Die Sprache wurde von Anfang an auch interlingua genannt, sollte aber nicht mit Interlingua-IA (Interlingua/IALA) verwechselt werden. Im Gegensatz zu Interlingua/IALA wird für Latino sine flexione kein eigenes Wörterbuch verwendet, ein Wörterbuch für Latein und die Regeln für die Ableitung der Wörter in Latino sine Flexione genügen. Darüber hinaus kann der klassische lateinische Wortschatz durch Terme moderner romanischer Sprachen ergänzt werden.
Bis 1950 wurden zahlreiche, hauptsächlich wissenschaftliche Publikationen (ca. 3000 Seiten) in Latino sine Flexione verfasst. Sie ist damit eine der wenigen Plansprachen, die tatsächlich Anwendung fanden. Sie wurde zwar weitgehend von Interlingua/IALA verdrängt, wird aber immer wieder als Beispiel für eine gelungene vereinfachte Version des Lateinischen diskutiert.

## Grammatik
Die Substantive werden wie folgt aus der Form des lateinischen Ablativs Singular abgeleitet.
| Latein Nominativ | Latein Ablativ/Latino | Deutsch |
| ---------------- | --------------------- | ------- |
| rosa             | rosa                  | Rose    |
| laurus           | lauro                 | Lorbeer |
| casus            | casu                  | Fall    |
| series           | serie                 | Serie   |
| pax              | pace                  | Frieden |

| Numerus   | Singular                   | Plural    |
| --------- | -------------------------- | --------- |
| 1. Person | me ich                     | nos wir   |
| 2. Person | te du                      | vos ihr   |
| 3. Person | illo, illa, id er, sie, es | illos sie |
| Reflexiv  | se sich                    | se sich   |

Latino sine flexione kennt weder bestimmte noch unbestimmte Artikel. Die Substantive werden nicht flektiert oder nach Geschlechtern unterschieden. Der Plural der Substantive wird durch Anhängen von -s gebildet.
Die Stammform der Verben ergibt sich durch Abstreichen der Infinitivendung -re. Der Stamm ist gleichzeitig die Präsensform und der Imperativ. Die Verben werden nicht flektiert. Beispiel: me ama (ich liebe), te ama (du liebst), illo ama (er liebt).
Das Präteritum wird nicht morphologisch gebildet, sondern durch Voranstellen von Signalwörtern wie „heri“ (gestern) oder „in praeterito“ (in der Vergangenheit).
Die Adjektivformen werden aus der lateinischen Form des Neutrums im Nominativ Singular abgeleitet. Endet diese auf -um, wird im Latino sine flexione -o daraus; endet diese auf -e, wird diese Form beibehalten. In allen anderen Fällen gelten dieselben Regeln wie für Substantive.

## Beispiele
„Latino es lingua internationale in occidente de Europa ab tempore de imperio romano, per toto medio aevo, et in scientia usque ultimo seculo. Seculo vigesimo es primo que non habe lingua commune. Hodie quasi omne auctore scribe in proprio lingua nationale, id es in plure lingua neo-latino, in plure germanico, in plure slavo, in nipponico et alio. Tale multitudine de linguas in labores de interesse commune ad toto humanitate constitute magno obstaculo ad progressu.“

„Latein war eine internationale Sprache in Westeuropa seit der Zeit des Römischen Reichs, durchs ganze Mittelalter hindurch und in der Wissenschaft bis zum letzten Jahrhundert. Das 20. Jahrhundert ist das erste, das keine gemeinsame Sprache hat. Heute schreibt praktisch jeder Autor in seiner eigenen Nationalsprache, das heißt meist in neulateinischen Sprachen, in germanischen Sprachen, in slawischen Sprachen, in japanischer Sprache und anderen. Auf diese Weise stellt die Menge der Sprachen bei Arbeiten im Gemeinwohl der ganzen Menschheit ein großes Hindernis für den Fortschritt dar.“

| Lateinisch                       | Latino sine flexione              | Deutsch                                     |
| -------------------------------- | --------------------------------- | ------------------------------------------- |
| Vox populi vox Dei               | Voce de populo, voce de Deo       | Volkes Stimme, Gottes Stimme                |
| In medio stat virtus.            | Virtute sta in medio.             | Die Tugend steht in der Mitte.              |
| Qui non laborat, non manducet.   | Qui non labora, non debe manduca. | Wer nicht arbeitet, soll auch nichts essen. |
| Medice, cura te ipsum.           | Medico, cura te ipso.             | Arzt, hilf dir selbst!                      |
| De gustibus non est disputandum. | Nos ne debe disputa de gustu.     | Über Geschmack kann man nicht streiten.     |